# Conrad Emanuel Victor Leser
Conrad Emanuel Victor Leser (geboren 30. März 1915 in Heidelberg; gestorben 1. April 1998 in Leeds) war ein britischer Wirtschaftswissenschaftler deutscher Herkunft.

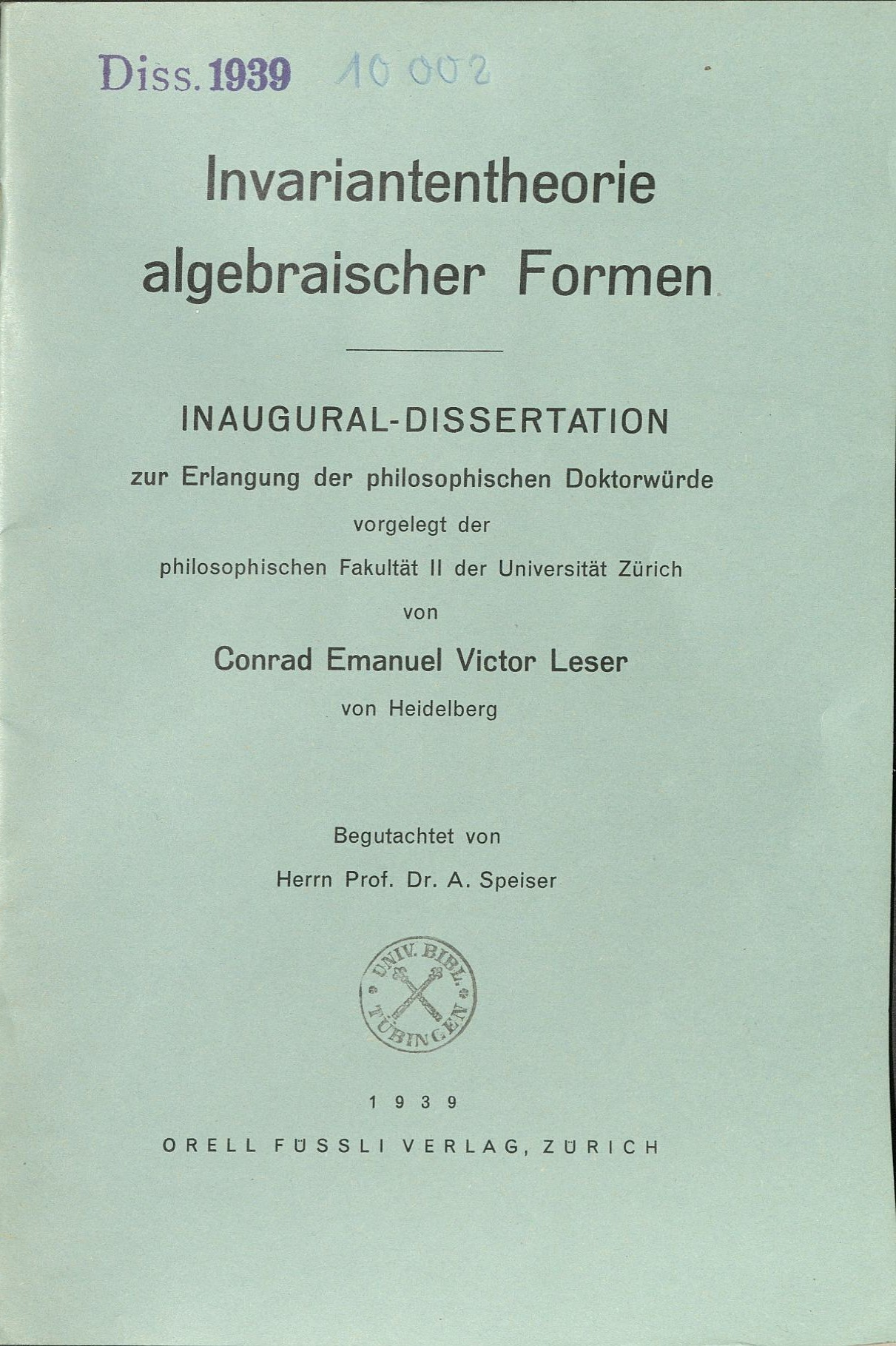
Dissertation (1939)

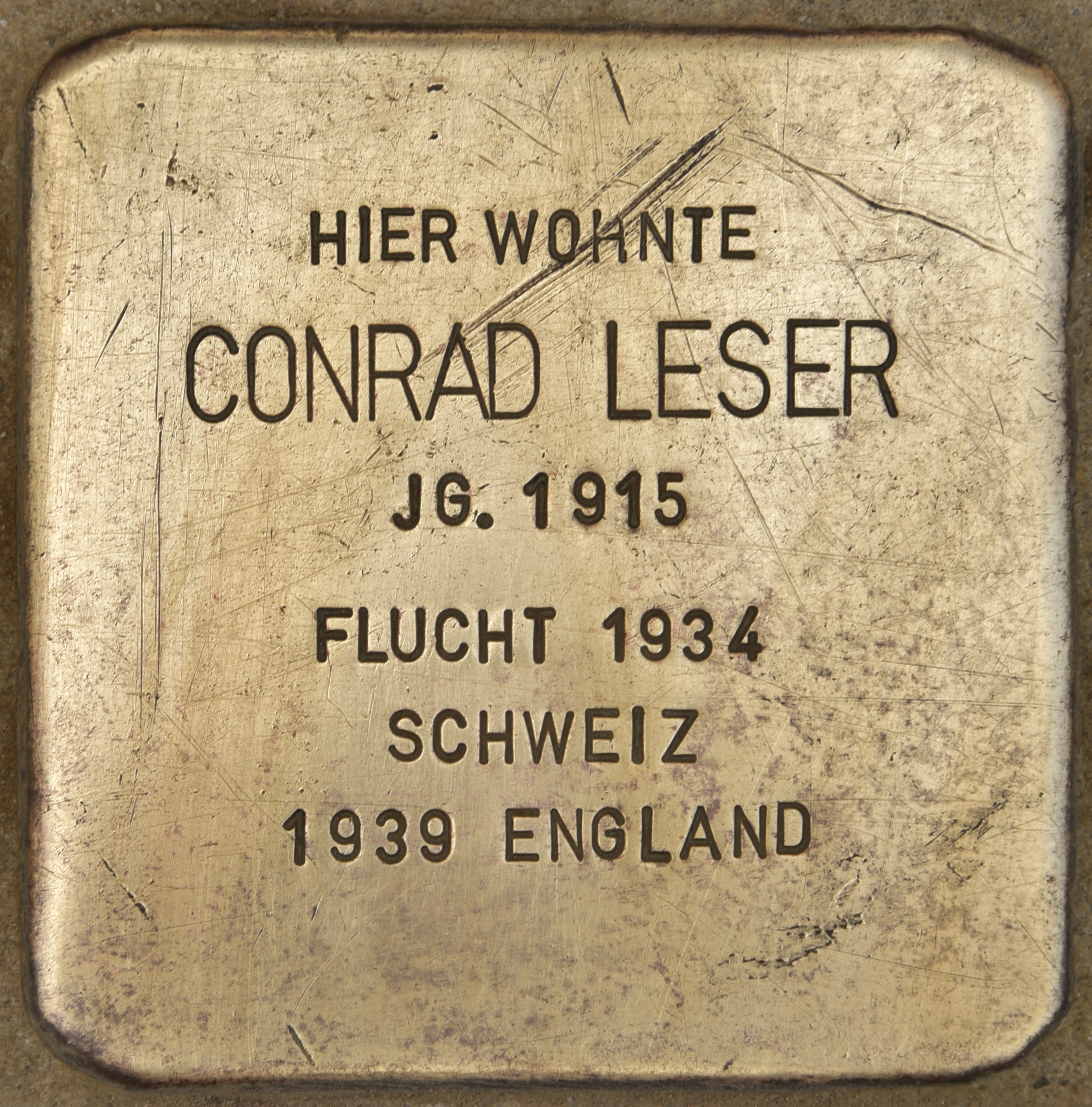
Stolperstein in Heidelberg

## Leben
Conrad Leser war ein Sohn des Richters und badischen Politikers Guido Leser und der Irmingard Meyer (1888–1942). Er besuchte in Heidelberg das Humanistische Gymnasium und machte Ostern 1933 das Abitur. Die ersten drei Semester studierte er Mathematik, Naturwissenschaften und Volkswirtschaftslehre an der Universität Heidelberg. Unter dem rassistischen Druck im nationalsozialistischen Deutschland ging er im Wintersemester 1934/35 an die Universität Bern und wechselte 1935 an die Universität Zürich. Im Februar 1938 legte er die Prüfung zum Diplommathematiker ab und 1939 wurde er mit der Dissertation Invariantentheorie algebraischer Formen bei Andreas Speiser promoviert.
Wegen des Arbeitsverbots in der Schweiz zog er nach Großbritannien und wollte von dort in die USA einreisen. Er bekam jedoch kein Visum. In der Zwischenzeit machte er einen Master of Science in Ökonomie an der London School of Economics. Seine Eltern wurden in Deutschland von den Nationalsozialisten entrechtet und verfolgt, sie konnten sich aber nicht zur Emigration entschließen. 1942 begingen sie Suizid.
Leser wurde 1940 in England als Enemy Alien verhaftet und nach Kanada verschifft und war dort bis 1941 interniert. Nach seiner Rückkehr nach England nahm er die britische Staatsbürgerschaft an. 1941 wurde er Forschungsassistent an der Victoria University of Manchester. Leser wurde 1947 an der Universität Glasgow  habilitiert und arbeitete dort bis 1955. In der Folgezeit lehrte er an der University of Manchester, in Canberra in Australien und am Economic and Social Research Institute in Dublin. 1968 erhielt er den Lehrstuhl für Ökonometrie an der University of Leeds. Leser wurde 1980 emeritiert.

## Schriften (Auswahl)
- Invariantentheorie algebraischer Formen. Zürich: Orell Füssli, 1939. Separatdruck aus: Commentarii Mathematici Helvetici. Vol. 11, fasc. 3, S. 273–292, mit Lebenslauf
- A Simple Method of Trend Construction, in: Journal of the Royal Statistical Society. 1961, 23 (1): S. 91–107
- Imports and economic growth in Ireland. 1963
- Forms of Engel Functions, in: Econometrica. 31 (4) 1963, S. 694–703
- Econometric techniques and problems. London: Griffin, 1966